# Juan de Valencia
Juan de Valencia (m. después de 1427). Noble castellano de la Casa de Valencia. Fue hijo de Fernando Alfonso de Valencia, maestre de la Orden de Santiago, y de María Alfonso de Portugal.
Fue mariscal de Castilla, regidor de Zamora por los Hijosdalgo en 1412, y alcaide de los Reales Alcázares de dicha ciudad.
Fue tataranieto de los reyes Alfonso X y Sancho IV de Castilla.

## Orígenes familiares
Fue hijo de Fernando Alfonso de Valencia y de María Alfonso de Portugal, que según algunos genealogistas españoles como Francisco Fernández de Béthencourt y Luis de Salazar y Castro era hija ilegítima del rey Alfonso IV de Portugal y de una dama de nombre desconocido, aunque no aportan ninguna prueba que demuestre esa filiación. Pero la mayoría de los historiadores portugueses modernos afirman rotundamente que Alfonso IV de Portugal no tuvo ningún hijo ilegítimo, y argumentan que ello pudo ser debido a las malas relaciones que tuvo con sus propios hermanastros, o debido a las buenas y armoniosas relaciones que siempre mantuvo con su esposa, la reina Beatriz de Castilla.
Por parte paterna era nieto de Alfonso de Valencia, mayordomo mayor del rey Alfonso XI de Castilla y pertiguero mayor de Santiago, y de Juana Fernández de Castro.
Fue hermano de Hernando de Valencia, monje de la Orden de San Jerónimo y el más destacado de los fundadores del monasterio de Nuestra Señora de Montamarta, y también de Alfonso de Valencia, que fue regidor de Zamora y miembro del Consejo de Regencia durante la minoría de edad de Enrique III de Castilla.

## Biografía
Se desconoce su fecha de nacimiento. Fue hijo de Fernando Alfonso de Valencia, sobre quien mucho de lo escrito por Florián de Ocampo, según Jaime de Salazar y Acha, es falso, como por ejemplo su nacimiento póstumo, su matrimonio con una hija ilegítima del rey Alfonso IV de Portugal, los señoríos que le fueron concedidos en dicho reino, lo relativo a su nombramiento como maestre de la Orden de Santiago o su supuesta muerte en el asedio de Lisboa, a pesar de que algunos de estos hechos son mencionados por autores fidedignos y prestigiosos, como Luis de Salazar y Castro. Pero Salazar y Acha insiste en afirmar que, de ser cierto su parentesco con la familia real castellana, sería por vía ilegítima, y su principal argumento para sostenerlo es que los señoríos de Alfonso de Valencia no fueron heredados por Fernando Alfonso, que era su hijo «supuestamente legítimo», pero no hay documentos coetáneos que avalen la tesis de que los heredara ni tampoco de que el rey Alfonso XI de Castilla se los arrebatara, como se afirmó en el pasado.
La supuesta madre de Hernando, María Alfonso de Portugal, que según algunos genealogistas españoles como Francisco Fernández de Bethencourt y Luis de Salazar y Castro era hija ilegítima del rey Alfonso IV de Portugal y de una dama de nombre desconocido, aunque no aportaron ninguna prueba que demuestre esa filiación. Y el prestigioso medievalista Salvador de Moxó, basándose en lo consignado por Salazar y Castro en el siglo XVII, señaló que Fernando Alfonso contrajo matrimonio con una «dama de la casa real portuguesa», aunque no mencionó su filiación ni, como en el caso anterior, su nombre. Cfr. Moxó et al (1969), p. 182.</ref> Pero la mayoría de los historiadores portugueses modernos afirman rotundamente que Alfonso IV de Portugal no tuvo ningún hijo ilegítimo, y argumentan que ello pudo ser debido a las malas relaciones que tuvo con sus propios hermanastros, o debido a las buenas y armoniosas relaciones que siempre mantuvo con su esposa, la reina Beatriz de Castilla. Y Hernando de Valencia era nieto por parte paterna de Alfonso de Valencia, que fue mayordomo mayor del rey Alfonso XI de Castilla y pertiguero mayor de Santiago, y de Juana Fernández de Castro.
El historiador Salvador de Moxó afirmó que el apoyo del padre de Juan de Valencia a Pedro I de Castilla durante la primera guerra civil castellana y su posterior trayectoria vital pudieron influir decisivamente en la decandencia de la casa de Valencia tras su muerte, a pesar de sus regios orígenes, ya que Juan de Valencia y sus herederos, aunque alcanzaron la dignidad de mariscales de Castilla, «quedaron reducidos al círculo de los caballeros zamoranos», como señala dicho autor. Además, el señorío de Valencia, que Enrique II de Castilla arrebató a Fernando Alfonso de Valencia y que había dado nombre a la familia, fue convertido en ducado y entregado por el rey Juan I de Castilla, el 22 de diciembre de 1387, al infante Juan de Portugal, hijo del rey Pedro I de Portugal, quien se convirtió en el primer duque de Valencia de Campos.
Cesáreo Fernández Duro señaló que a la muerte de su hermano Alfonso de Valencia, cuya fecha exacta se desconoce, Juan de Valencia pasó a desempeñar el cargo de regidor de la ciudad de Zamora y se convirtió en el cabeza de la familia. Y dicho historiador también señala que Juan de Valencia fue alcaide de los de los Reales Alcázares de Zamora durante los reinados de Enrique III y Juan II de Castilla, y que fue «muy favorecido» por el infante Fernando de Antequera, que posteriormente llegaría a ser rey de Aragón, ya que éste, para compensarle «por la hacienda que había perdido», concertó su matrimonio con Beatriz de Acuña y Girón, a quien llamaban «la infanta de Portugal», y que era hija de Martín Vázquez de Acuña, primer conde de Valencia de don Juan. Y el 10 de enero de 1421 el cabildo catedralicio de la catedral de Zamora concedió a Juan de Valencia el patronato de la capilla de San Bernardo de la catedral, que había sido fundada por su tío paterno, el obispo Alfonso Fernández de Valencia, a mediados del siglo XIV.
Juan de Valencia aún vivía en 1427, pues su nombre es mencionado en la Crónica de Juan II, refiriéndose a él como «caballero principal de Zamora», en relación con un incidente ocurrido en dicha ciudad en ese año y en el que tomó parte uno de sus escuderos, que fue degollado por orden del rey.

## Matrimonio y descendencia
Juan de Valencia contrajo un primer matrimonio con Beatriz de Acuña Girón, hija de Martín Vázquez de Acuña, I conde de Valencia de Don Juan, y de su esposa Teresa Téllez-Girón. Y fruto de su primer matrimonio nacieron tres hijos:
- Diego de Valencia (m. después de 1466). Mariscal de Castilla y asistente de la ciudad de Sevilla, entre otros cargos. Contrajo matrimonio con Aldonza de Bracamonte, hija de Álvaro Dávila, señor de Peñaranda y Fuente el Sol, y de su esposa Juana de Bracamonte.[33]
- Alfonso Téllez Girón (m. después de 1472).[34][35] Señor de Piqueras del Castillo, caballerizo mayor del rey Enrique IV de Castilla, y miembro de su consejo.[31] Contrajo matrimonio con Blanca Pacheco, con quien tuvo descendencia.[31]
- Fernando de Valencia. Comendador de la Orden de Santiago y padre de Cristóbal Vázquez de Acuña, miembro del Consejo de Carlos I.[35]

Contrajo un segundo matrimonio con María Núñez Cabeza de Vaca, hija de Nuño Fernández Cabeza de Vaca, señor de las Arenillas de Valderaduey, Villacreces y Villalaco, y de su esposa Catalina Martínez de Torres, y fruto de su segundo matrimonio nacieron dos hijos:
- Gonzalo de Valencia. Durante la guerra de sucesión castellana apoyó al rey Alfonso V de Portugal junto a su sobrino, el mariscal Alfonso de Valencia, y ambos resistieron en la ciudad de Zamora y en su alcázar contra las tropas de los Reyes Católicos. Cuando la ciudad capituló rindió homenaje a dichos reyes, pero volvió a rebelarse y sus bienes fueron confiscados y entregados a Rodrigo de Ulloa.[37] Además, fundó un mayorazgo con las dehesas de Cadozos y de San Juan de Becerril, y fue chantre de la catedral de Zamora[33] y antes de recibir las órdenes sagradas tuvo un hijo con Gracia Fernández, vecina de la ciudad de Zamora, llamado Juan de Valencia.[37]
- Inés de Valencia.[38] Contrajo matrimonio con Enrique de Acuña y Portugal, señor de Villalba del Alcor[33] y de Valdegema,[38] que era hijo de Fernando de Acuña y Portugal y de su esposa María Cabeza de Vaca.[39][20]

Cesáreo Fernández Duro señaló que Juan de Valencia tuvo una hija fuera de matrimonio, aunque no menciona su nombre, y que fue madre del comendador Pedro de Ledesma. Y Salazar y Acha añadió que esta hija se llamó Serafina y que contrajo matrimonio con Gonzalo Rodríguez de Ledesma, señor de Santis y Lasmenal.